# Криейтър
Криейтър (на немски: Kreator, алтернативно изписване на английски: Creator, в превод Създател) e траш метъл група от Германия, сформирана през 1982 г. под името Tormentor. Влиянието на Venom е силно, но музиката се отличава със своята скорост и бруталност. Техният стил е подобен на този на сънародниците им – Sodom и Destruction, и заедно с тях сформират „Трите големи“ имена на германския траш метъл.

## История
Името на групата се сменя от Tormentor на Kreator, скоро след създаването и, през 1982 г. Имат вече две демота при подписването на договора с Noise Records през 1985 г. Първият им албум Endless Pain е записан само за 10 дни.
Следващите два – Pleasure to Kill от 1986 г. и Terrible Certainty от 1987 г. показват музикалното израстване на членовете на групата, с по-разнообразни композиции и темпо на песните. Тези албуми бързо достигат култов статус сред феновете на траша и Kreator набират все повече популярност.
През 1988 г., подписват договор с Epic Records и издават албума Extreme Aggression, в който се следва успешната формула от предните два и отново се установява музикален напредък. Следващият им дългосвирещ албум Coma of Souls (1990) е смятан за по-слаб от предишните им творби, но въпреки всичко, песента „People of the Lie“ става хит. По това време много от траш групите като Metallica, Megadeth, Anthrax, сменят звученето си към по-комерсиално, а Kreator започват да експериментират с готик и индъстриъл метъла.
Резултат от това е албумът Renewal, в който се забелязват много дет и индъстриъл влияния. Това кара много от старите фенове на групата да я нарекат комерсиална. По това време групата започва да се разпада и единственият член, останал в нея от самото и създаване остава Mille Petrozza. Той сформира нов състав и през 1995 г. e изаден Cause for Conflict, съчетаващ в себе си влияния от Pantera, Machine Head и същевременно завръщане към по-твърдия звук.
В следващите Outcast и Endorama, „Kreator“ експериментират с готик и ембиънт звученето.
През 2001 г. е издаден Violent Revolution, считан от много от феновете за „истинското завръщане“ на групата към траш звученето и.
Групата има шест концерта в България, през 1993 г. два в София и Варна, 2009 (София), 2010 (Каварна Рок Фест), 2012 (София) и през 2016 г. като хедлайнер на SOFIA METAL FEST.

## Дискография

### Студийни албуми
- Endless Pain (1985)
- Pleasure to Kill (1986)
- Terrible Certainty (1987)
- Extreme Aggression (1989)
- Coma of Souls (1990)
- Renewal (1992)
- Cause for Conflict (1995)
- Outcast (1997)
- Endorama (1999)
- Violent Revolution (2001)
- Live Kreation (2003)
- Enemy of God (2005)
- Enemy of God Revisited (2006)
- Hordes of Chaos (2008)
- Phantom Antichrist (2012)
- Gods of Violence (2017)
- Hate Über Alles (2022)

### Сингли
- Flag of Hate (1986)
- Out of the Dark ... Into the Light (1988)
- Behind the Mirror (1989)
- Chosen Few (1999)

### Компилации
- Scenarios Of Violence (1996)
- Voices Of Transgression (1999)
- Past Life Trauma (2000)